# Hermano mayor (programa de televisión)
Hermano mayor fue un programa de televisión emitido los viernes en el prime time de la cadena de televisión española Canal Plus a partir el 24 de abril de 2009. Posee un fin educativo y nació a raíz del éxito cosechado por Supernanny y SOS Adolescentes.
En una entrevista de 2021 el presentador, García Aguado, fue muy crítico con el programa, afirmando que el equipo del mismo se encargaba de provocar a los jóvenes para conseguir las reacciones aparentemente desmesuradas de enfado que se veían en pantalla.

## Historia
Sus protagonistas son jóvenes de entre 17 y 25 años que tienen comportamientos violentos, agresivos, adictivos, etc. Jerónimo García ejerce como «hermano mayor» e intenta ayudarles a cambiar sus vidas. Como en todos sus coach, Cuatro pretende que el telespectador disponga de un marco de referencia que le pueda servir de ayuda en la educación de sus hijos. Entre 2009 y 2015 fue presentado por Pedro García Aguado.
En febrero del año 2012 se supo que Pedro García Aguado había fichado por el canal de televisión La Sexta y abandonado Cuatro, donde llevaba más de tres años. Finalmente rompió su contrato con La Sexta y regresó a Mediaset España, confesando que todo había sido un problema de asesoramiento legal, que solucionó cambiando de representante.
En abril de 2015 se anunció que abandonaría el programa en su octava temporada debido a motivos personales, por lo que el grupo Mediaset España decidió paralizar sus grabaciones que estaban a punto de empezar. Su último caso fue grabado en diciembre del 2014 protagonizado por Cintia y Eduardo. En agosto de 2015 se confirmó que el boxeador Jerónimo García y Bárbara Tovar se encargarían del programa a partir de ese momento. El 13 de noviembre de 2015 dio comienzo la octava temporada; sin embargo, la salida de Pedro García Aguado provocó una pérdida de cuota de pantalla, disminuyendo un 6,5 % de relación a la temporada anterior. Con tan solo 5 entregas emitidas, la cadena decidió cerrar su octava temporada el pasado 11 de diciembre de 2015, en la que fue la temporada menos vista de su historia hasta la fecha con un 6,6 % de cuota de pantalla. A pesar de estos resultados, ese mismo día el grupo Mediaset España confirmó a los espectadores que el programa regresaría a Cuatro en 2016 con una novena temporada, que finalmente se estrenó el 15 de julio de ese mismo año.

## Curiosidades
- El 2 de abril de 2010, Pedro García Aguado repitió la terapia con Borja y Adrián, aunque con un enfoque totalmente diferente de la primera terapia.
- El 2 de abril de 2015, Hace 5 años, Pedro García Aguado repitió la terapia con Borja y Adrián, aunque con un enfoque totalmente diferente de la primera terapia.
- Por primera vez en una temporada de Hermano Mayor, algunos adolescentes no vieron el vídeo de su mal comportamiento antes de la llegada de Pedro García Aguado (Joan, Diego y Ada, por este orden).
- El 23 de enero de 2015  por primera vez se trató a 2 adolescentes a la vez en un mismo capítulo del programa (Cintia y Eduardo).
- El 11 de diciembre de 2015  por segunda vez se trató a 2 adolescentes a la vez en un mismo capítulo del programa (Ricardo y María).
- El 16 de junio de 2017 por primera vez después de ver el vídeo de su mal comportamiento antes de la llegada de Jerónimo García, Alejandro se negó a cambiar.

## Controversias
- El 28 de abril de 2011 y casi dos semanas después de la emisión de su programa, Sergio, uno de los casos más difíciles de la tercera temporada, fue detenido en Burjasot (Valencia), por agredir a su novia de 17 años y a dos policías. Abofeteó a su novia en la cara y propinó dos patadas a los agentes. Fue necesario la ayuda de un tercer policía para poder reducirlo. El adolescente fue puesto en libertad, pero con una orden de alejamiento de 300 metros sobre su pareja.[3]
- Unos meses después de la emisión del programa, Aitor, un drogadicto que no superó su adicción, apuñaló a su abuela de 65 años y causó heridas de consideración a una amiga suya el 14 de marzo de 2013. Al día siguiente, Mediaset España retiró de su web / portal el programa que grabó en Baracaldo (Vizcaya) con el joven detenido.[4]
- Unos meses después de la emisión del programa, Juan Carlos, un joven que participó en la quinta temporada, fue sorprendido por la Policía Nacional tras robar junto a otros cuatro jóvenes todo el cableado de tres edificios sin habitar en el mes de abril de 2013. Mediaset España retiró de su web / portal el programa que grabó en El Ejido (Almería) con el joven detenido.[5]
- El 19 de diciembre de 2014 la terapia tuvo que ser suspendida por primera vez en 5 años con una joven de 20 años llamada Ada. Le metió una patada al cristal del portal de su casa y se cortó un tendón. El parón duró 2 meses, aunque tuvo que estar con muletas la mitad de la terapia.
- El 2 de junio de 2017 por primera vez en diez temporadas, el programa se vio obligado a distorsionar las imágenes, debido a la agresividad de Daniel.
- El 16 de junio de 2017 y por primera vez en la historia del programa, la terapia realizada con Alejandro, uno de los casos más difíciles de la décima temporada, no fue suficiente para hacerle ver sus errores, esto también se debe a su poca participación e interés en cambiar. El chico siguió en terapia, pero sin la ayuda de Jero García. Lamentablemente no cambió nada.
- El 23 de septiembre de 2018 Miguel uno de los casos más difíciles de la tercera temporada, fue detenido en Santomera (Murcia) tras agredir a varios policías en un altercado. El chico dio a entender que había olvidado los consejos que le había enseñado Pedro García Aguado.[6]

## Presentadores
Sus protagonistas son jóvenes de entre 17 y 25 años que tienen comportamientos violentos, agresivos, adictivos, etc. Jerónimo García ejerce como «hermano mayor» e intenta ayudarles a cambiar sus vidas. Como en todos sus coach, Cuatro pretende que el telespectador disponga de un marco de referencia que le pueda servir de ayuda en la educación de sus hijos. Entre 2009 y 2015 fue presentado por Pedro García Aguado.
En febrero del año 2012 se supo que Pedro García Aguado había fichado por el canal de televisión La Sexta y abandonado Cuatro, donde llevaba más de tres años. Finalmente rompió su contrato con La Sexta y regresó a Mediaset España, confesando que todo había sido un problema de asesoramiento legal, que solucionó cambiando de representante.
En abril de 2015 se anunció que abandonaría el programa en su octava temporada debido a motivos personales, por lo que el grupo Mediaset España decidió paralizar sus grabaciones que estaban a punto de empezar. Su último caso fue grabado en diciembre del 2014 protagonizado por Cintia y Eduardo. En agosto de 2015 se confirmó que el boxeador Jerónimo García y Bárbara Tovar se encargarían del programa a partir de ese momento. El 13 de noviembre de 2015 dio comienzo la octava temporada, sin embargo la salida de Pedro García Aguado ha provocado una pérdida de cuota de pantalla, disminuyendo un 6,5 % de relación a la temporada anterior. Sin embargo, con tan solo 5 entregas emitidas, la cadena decidió cerrar su octava temporada el pasado 11 de diciembre de 2015 en la que fue la temporada menos vista de su historia hasta la fecha con un 6,6 % de cuota de pantalla. A pesar de estos resultados, ese mismo día el grupo Mediaset España confirmó a los espectadores que el programa regresaría a Cuatro en 2016 con una novena temporada, que finalmente se estrenó el 15 de julio de ese mismo año.,
El 26 de agosto del 2016 finalizó la novena temporada tras siete entregas emitidas con un 7,2% de media, de la cual la cadena Cuatro se muestra favorable con los resultados y ya hay confirmada una décima temporada del formato para principios del 2017. El 26 de mayo de 2017 fue estrenada la décima temporada con un 1.360.000 y un 10,2%, siendo la más vista hasta la fecha con Jerónimo García al frente. El 14 de julio de ese mismo año, finalizó la décima temporada, y ya hay confirmada una nueva temporada. En un principio iba a ser estrenada en el 2018 sin embargo, esto no ha sido así y todavía no se ha confirmado la fecha de estreno pero todo apunta que el programa ya fue cancelado y la temporada que todavía queda por emitir sigue guardada en el cajón.

## Episodios

### Temporada 1
| Programa | Título  | Procedencia       | Día de emisión | Audiencia         |
| -------- | ------- | ----------------- | -------------- | ----------------- |
| 1        | Paula   | Salamanca         | 24/04/2009     | 2 441 000 (16,0%) |
| 2        | Raúl    | Madrid            | 01/05/2009     | 1 792 000 (12,8%) |
| 3        | Gisela  | Madrid            | 08/05/2009     | 2 266 000 (15,3%) |
| 4        | Jaume   | Valencia          | 15/05/2009     | 1 908 000 (13,6%) |
| 5        | Jéssica | Barcelona         | 22/05/2009     | 1 864 000 (12,9%) |
| 6        | Borja   | Palma de Mallorca | 29/05/2009     | 2 108 000 (16,0%) |
| 7        | Lidia   | Ciudad Real       | 05/06/2009     | 2 239 000 (15,8%) |

### Temporada 2
| Programa | Título       | Procedencia                  | Día de emisión | Audiencia         |
| -------- | ------------ | ---------------------------- | -------------- | ----------------- |
| 8        | Alejandro    | Córdoba                      | 29/01/2010     | 1 787 000 (10,4%) |
| 9        | Yakira       | Madrid                       | 05/02/2010     | 1 555 000 (8,7%)  |
| 10       | Adrián       | Pontevedra                   | 12/02/2010     | 1 504 000 (8,1%)  |
| 11       | Judith       | Sevilla                      | 19/02/2010     | 2 021 000 (11,2%) |
| 12       | Andoni       | Pontevedra                   | 26/02/2010     | 1 679 000 (10,0%) |
| 13       | Natalia      | Madrid                       | 05/03/2010     | 1 814 000 (10,4%) |
| 14       | Juan         | Murcia                       | 12/03/2010     | 1 440 000 (9,2%)  |
| 15       | Juan Manuel  | Madrid                       | 19/03/2010     | 1 370 000 (8,7%)  |
| 16       | Lara         | La Coruña                    | 26/03/2010     | 2 000 000 (12,0%) |
| 17       | Adrián Borja | Pontevedra Palma de Mallorca | 02/04/2010     | 951 000 (7,6%)    |

### Temporada 3
| Programa | Título        | Procedencia                | Día de emisión | Audiencia         |
| -------- | ------------- | -------------------------- | -------------- | ----------------- |
| 18       | Rosana        | La Coruña                  | 21/01/2011     | 1 962 000 (10,6%) |
| 19       | Julio Alberto | Las Palmas de Gran Canaria | 28/01/2011     | 1 950 000 (10,5%) |
| 20       | Andrea        | Barcelona                  | 11/02/2011     | 2 036 000 (11,3%) |
| 21       | Javier        | Jaén                       | 11/02/2011     | 2 280 000 (12,4%) |
| 22       | Sonia         | Jaén                       | 18/02/2011     | 2 685 000 (14,7%) |
| 23       | Miguel        | Murcia                     | 25/03/2011     | 2 223 000 (12,9%) |
| 24       | Iván          | Granada                    | 04/03/2011     | 2 497 000 (13,7%) |
| 25       | Andrea        | Valencia                   | 11/03/2011     | 2 128 000 (11,7%) |
| 26       | Miguel        | Alicante                   | 18/03/2011     | 1 903 000 (11,4%) |
| 27       | Cristian      | Pontevedra                 | 01/04/2011     | 1 854 000 (11,8%) |
| 28       | Adrián        | Huelva                     | 08/04/2011     | 1 659 000 (10,9%) |
| 29       | Sergio        | Toledo                     | 15/04/2011     | 1 927 000 (12,5%) |

### Temporada 4
| Programa | Título    | Procedencia | Día de emisión | Audiencia         |
| -------- | --------- | ----------- | -------------- | ----------------- |
| 30       | Alejandro | Toledo      | 20/01/2012     | 1 985 000 (10,6%) |
| 31       | Jonathan  | Vizcaya     | 27/01/2012     | 2 100 000 (11,1%) |
| 32       | Jéssica   | Madrid      | 03/02/2012     | 2 177 000 (11,1%) |
| 33       | Verónica  | Valencia    | 10/02/2012     | 2 679 000 (13,9%) |
| 34       | Toni      | Huelva      | 17/02/2012     | 2 486 000 (13,3%) |
| 35       | Vanessa   | Valencia    | 24/02/2012     | 2 468 000 (13,3%) |
| 36       | Marina    | Valladolid  | 02/03/2012     | 2 152 000 (11,9%) |
| 37       | Samuel    | Madrid      | 09/03/2012     | 2 465 000 (13,3%) |
| 38       | Aitor     | Palencia    | 16/03/2012     | 2 414 000 (13,3%) |
| 39       | Itziar    | Navarra     | 23/03/2012     | 2 159 000 (12,1%) |
| 40       | Soraya    | Orense      | 30/03/2012     | 1 658 000 (9,9%)  |
| 41       | Aitor     | Vizcaya     | 06/04/2012     | 1 156 000 (7,8%)  |
| 42       | Álex      | Málaga      | 13/04/2012     | 1 780 000 (10,1%) |

### Temporada 5
| Programa | Título       | Procedencia                       | Día de emisión | Audiencia         |
| -------- | ------------ | --------------------------------- | -------------- | ----------------- |
| 43       | Jenny        | Alicante                          | 18/01/2013     | 1 739 000 (9,3%)  |
| 44       | Juan Carlos  | El Ejido (Almería)                | 18/01/2013     | 2 520 000 (13,1%) |
| 45       | Manuel Diego | Cartaya (Huelva)                  | 25/01/2013     | 1 675 000 (9,0%)  |
| 46       | Fanny        | Valencia                          | 01/02/2013     | 2 084 000 (11,2%) |
| 47       | Dani         | Madrid                            | 08/02/2013     | 2 110 000 (11,0%) |
| 48       | Rocío        | Murcia                            | 15/02/2013     | 2 061 000 (11,2%) |
| 49       | Aritz        | Pamplona                          | 22/02/2013     | 1 885 000 (9,8%)  |
| 50       | Dany         | Torredonjimeno (Jaén)             | 01/03/2013     | 2 370 000 (12,7%) |
| 51       | Kimberly     | La Línea de la Concepción (Cádiz) | 08/03/2013     | 1 971 000 (10,7%) |
| 52       | Raúl         | Sevilla                           | 15/03/2013     | 1 960 000 (10,8%) |
| 53       | Andrea       | Valencia                          | 22/03/2013     | 2 017 000 (11,1%) |
| 54       | Jonathan     | Zaragoza                          | 05/04/2013     | 1 314 000 (7,6%)  |
| 55       | José         | Valencia                          | 19/04/2013     | 1 488 000 (9,0%)  |
| 56       | Carolina     | Madrid                            | 26/04/2013     | 1 612 000 (9,4%)  |
| 57       | Julio        | Sevilla                           | 03/05/2013     | 1 330 000 (8,5%)  |

### Temporada 6
| Programa | Título    | Procedencia                  | Día de emisión | Audiencia         |
| -------- | --------- | ---------------------------- | -------------- | ----------------- |
| 58       | Tamara    | Toledo                       | 18/10/2013     | 1 637 000 (9,9%)  |
| 59       | Alfonso   | Baena (Córdoba)              | 25/10/2013     | 1 775 000 (10,4%) |
| 60       | Kevin     | Gerona                       | 01/11/2013     | 1 650 000 (9,9%)  |
| 61       | Santi     | Murcia                       | 15/11/2013     | 1 862 000 (10,4%) |
| 62       | Sergi     | Barcelona                    | 22/11/2013     | 1 583 000 (8,6%)  |
| 63       | Soraya    | Barcelona                    | 22/11/2013     | 1 498 000 (8,0%)  |
| 64       | Kiko      | Baza (Granada)               | 29/11/2013     | 1 213 000 (6,6%)  |
| 65       | Javi      | Jerez de la Frontera (Cádiz) | 06/12/2013     | 1 266 000 (6,9%)  |
| 66       | Laura     | Valencia                     | 13/12/2013     | 1 584 000 (8,8%)  |
| 67       | Francisco | Alicante                     | 13/12/2013     | 1 203 000 (6,6%)  |
| 68       | Germán    | Valencia                     | 20/12/2013     | 1 017 000 (5,6%)  |
| 69       | Marcos    | Madrid                       | 27/12/2013     | 1 461 000 (8,1%)  |
| 70       | Jenni     | Barcelona                    | 27/12/2013     | 1 115 000 (6,0%)  |
| 71       | Yolanda   | Soria                        | 03/01/2014     | 1 012 000 (5,1%)  |
| 72       | Jennifer  | León                         | 10/01/2014     | 1 292 000 (7,0%)  |

### Temporada 7
| Programa | Título         | Procedencia                   | Día de emisión | Audiencia         |
| -------- | -------------- | ----------------------------- | -------------- | ----------------- |
| 73       | Juanjo         | Barcelona                     | 17/10/2014     | 1 927 000 (11,9%) |
| 74       | Dakota Tarraga | Alicante                      | 24/10/2014     | 2 265 000 (13,6%) |
| 75       | Cristina       | Murcia                        | 31/10/2014     | 1 867 000 (12,1%) |
| 76       | Xavi           | Barcelona                     | 07/11/2014     | 2 164 000 (12,0%) |
| 77       | Samara         | Alicante                      | 14/11/2014     | 2 337 000 (13,3%) |
| 78       | Joan           | Valencia                      | 21/11/2014     | 2 199 000 (12,6%) |
| 79       | José Manuel    | Sevilla                       | 28/11/2014     | 1 938 000 (11,0%) |
| 80       | Diego          | Málaga                        | 05/12/2014     | 1 912 000 (11,2%) |
| 81       | Lorena         | Barcelona                     | 12/12/2014     | 2 224 000 (12,5%) |
| 82       | Ada            | Castellón                     | 19/12/2014     | 1 843 000 (10,9%) |
| 83       | Cristian       | Palos de la Frontera (Huelva) | 09/01/2015     | 2 048 000 (10,9%) |
| 84       | Iván           | Barcelona                     | 16/01/2015     | 2 056 000 (11,1%) |
| 85       | Cintia Eduardo | Alicante                      | 23/01/2015     | 2 067 000 (10,9%) |

- El 7 de abril de 2019  se confirmó la participación de Dakota Tarraga en   Supervivientes 2019 .

### Temporada 8
| Programa | Título        | Procedencia | Día de emisión | Audiencia        |
| -------- | ------------- | ----------- | -------------- | ---------------- |
| 86       | Fran          | Almería     | 13/11/2015     | 1 169 000 (6,5%) |
| 87       | Sergio        | León        | 20/11/2015     | 1 136 000 (6,5%) |
| 88       | José          | Gerona      | 27/11/2015     | 1 085 000 (6,3%) |
| 89       | Carolina      | Córdoba     | 04/12/2015     | 1 183 000 (7,1%) |
| 90       | María Ricardo | Melilla     | 11/12/2015     | 1 119 000 (6,5%) |

### Temporada 9
| Programa | Título         | Procedencia | Día de emisión | Audiencia        |
| -------- | -------------- | ----------- | -------------- | ---------------- |
| 91       | Alberto        | Pontevedra  | 15/07/2016     | 929 000 (7,3%)   |
| 92       | Adrián         | Madrid      | 22/07/2016     | 1 027 000 (8,1%) |
| 93       | Stephan        | Tarragona   | 29/07/2016     | 900 000 (7,3%)   |
| 94       | Sabina         | Córdoba     | 05/08/2016     | 857 000 (7,4%)   |
| 95       | Enrique 'Kiki' | Granada     | 12/08/2016     | 665 000 (5,9%)   |
| 96       | Kevin          | Valencia    | 19/08/2016     | 804 000 (7,2%)   |
| 97       | José Antonio   | Pontevedra  | 26/08/2016     | 793 000 (6,6%)   |

### Temporada 10
| Programa | Título    | Procedencia       | Día de emisión | Audiencia         |
| -------- | --------- | ----------------- | -------------- | ----------------- |
| 98       | Amèlie    | Valencia          | 26/05/2017     | 1 663 000 (10,2%) |
| 99       | Daniel    | Madrid            | 02/06/2017     | 1 185 000 (7,4%)  |
| 100      | Andrés    | Huelva            | 09/06/2017     | 864 000 (5,9%)    |
| 101      | Alejandro | Cádiz             | 16/06/2017     | 942 000 (7,0%)    |
| 102      | Yedra     | Pontevedra        | 23/06/2017     | 650 000 (5,9%)    |
| 103      | Atenea    | Madrid            | 07/07/2017     | 786 000 (5,7%)    |
| 104      | Roberto   | España            | 07/07/2017     | 4 729 000 (13,4%) |
| 105      | Sheila    | Palma de Mallorca | 14/07/2017     | 782 000 (6,6%)    |

## Audiencia media de todas las temporadas
Estas son las audiencias de las temporadas del programa Hermano mayor:
| Edición                           | Fecha     | Cadena | Episodios | Espectadores | Cuota |
| --------------------------------- | --------- | ------ | --------- | ------------ | ----- |
| Hermano mayor (Primera temporada) | 2009      | Cuatro | 7         | 2 088 000    | 14,6% |
| Hermano mayor (Segunda temporada) | 2010      | Cuatro | 10        | 1 716 000    | 9,9%  |
| Hermano mayor (Tercera temporada) | 2011      | Cuatro | 12        | 2 092 000    | 12,1% |
| Hermano mayor (Cuarta temporada)  | 2012      | Cuatro | 13        | 2 128 000    | 11,7% |
| Hermano mayor (Quinta temporada)  | 2013      | Cuatro | 15        | 1 875 000    | 10,3% |
| Hermano mayor (Sexta temporada)   | 2013-2014 | Cuatro | 15        | 1 411 000    | 7,9%  |
| Hermano mayor (Séptima temporada) | 2014-2015 | Cuatro | 13        | 2 065 000    | 11,9% |
| Hermano mayor (Octava temporada)  | 2015      | Cuatro | 5         | 1 138 000    | 6,6%  |
| Hermano mayor (Novena temporada)  | 2016      | Cuatro | 7         | 836 000      | 7,2%  |
| Hermano mayor (Décima temporada)  | 2017      | Cuatro | 8         | 977 000      | 6,9%  |